# Opera Română Craiova
Opera Română Craiova (denumită în trecut Teatrul Liric Craiova, Teatrul de Operă și Operetă Craiova și Teatrul Liric „Elena Teodorini”) este o instituție publică de cultură aflată în subordinea Primăriei Municipiului Craiova și a Consiliului Local Craiova. Este situată în centrul orașului, Str. Mihai Viteazul nr. 7, sala de spectacole fiind în clădirea Colegiului Național Carol I. În timpul lucrărilor de reabilitare a clădirii, sediul administrativ al Operei Române Craiova se află pe strada Popoveni nr. 3C (Clădirea Business Center Sud).

## Istorie
Teatrul muzical craiovean, inițial „teatrul de improvizații”, un fel de Commedia dell'Arte, a pătruns în Craiova datorită relațiilor orașului (mai ales comerciale) cu Viena, Trieste, Ragusa, Veneția, Țarigrad, Petersburg, Lipsca și Breslau. O descriere făcută Craiovei în Almanahul Statului din "Printipatul a toată Țara Românească" (Buda, 1837) consideră Craiova "a doua capitală după București" datorită instituțiilor sale de cultură.

### Începuturi
În 1830, o trupă germană reprezintă la Craiova o comedie (cu cântec) de Kotzebue, iar societatea germană teatrală prezintă aici Puritanii - mare dramă în trei acte de Romani, muzica de Vincenzo Bellini.
Fondarea teatrului craiovean în 1850 (după alți cercetători în 1848), materializată de Costache Caragiale și Costache Mihăileanu (sprijiniți de intelectuali olteni melomani, precum Gheorghe Chițu și Pera Opran), au stimulat difuzarea către public a genurilor muzicale ale vodevilului, operei și operetei. În repertoriul primei stagiuni apar vodevilurile: "Muza de la Burdujeni", "Carantina", "Nuntă țigănească", "Rudele nevestei mele", "Logofătul satului", "Un amor romantic", s.a. Vodevilul a fost mijlocul cel mai eficace de stimulare a interesului pentru spectacolul cu muzică, pentru operă și operetă mai târziu.
Se creează o orchestră proprie și se solicită prezența unor mari dirijori și compozitori ai vremii : Al. Flechtenmacher  (prezent în Craiova între anii 1853-1858), Ion Andrei Wachmann (1858-1860), Eduard Wachmann (1853-1857), Carl Theodor Wagner (1859-1868).
Alexandru Flechtenmacher reprezintă prioritar muzica sa proprie, printre care: opera vrăjitorie - "Baba Hârca", melodramă națională cu cântece "Cetatea Neamțului", operetele "Crai Nou" și "Sacagiu", vodevilurile "Fermecătorița" (după George Sand), "Cimpoiul dracului" și "Banii, gloria și amorul", drama cu muzică "Zavera lui Tudor", opera în trei acte "Fata de la Cozia", spectacolele cu muzică "Banul Mărăcine" și "Iancu Jianu, căpitan de haiduci", feeria muzicală "Fata aerului" (scrisă în colaborare cu Eduard Wachmann).

### Perioada Teodorini
Theodor Teodorini, venit în Craiova în 1857, creează o adevărată dinastie artistică, alături de soția sa, Maria Teodorini și de cele două fiice, Elena și  Aura Teodorini. Teatrul Teodorini a avut două formații distincte de operetă, conduse de Al. G. D. Marinescu și A. Bobescu.
Elena Teodorini are un rol important în modificarea repertoriului, alături de Ion Anestin, Ion și Profira Farcășanu, Margareta Dumitrescu-Dan, Alecu Bărănescu, Constantin Grigoriu, Nicu Poenaru, Irina de Vlădaia, etc.
În anii următori "Mam'zelle Nitouche" de Herves, obține un mare succes în interpretarea Irinei de Vlădaia, orchestra fiind condusă de E. Companiski-Niedola.
În 1894, repertoriul este reprezentat în principal de operetă : Vânzatorul de păsări, Voievodul țiganilor, Girofle-Girofla, Fiica doamnei Angot, Mam'zelle Nitouche, Boccacio, s.a., având ca primadone pe Irina de Vladaia, Elisa Odesseanu, Josefina Găluscă, ca tenori pe Ion Băjenaru, Gheorghe Vasiliu, ca baritoni pe Nicolae Poenaru și ca soliști pe Farcășanu, Nicolau, Al. Nanu, Al. Nicu Răiculescu, Petrini, Ștefan Iulian-fiul, 26 coriste și coriști, orchestra sub conducerea maestrului Neuwirthe. Comici erau: Ion Tănăsescu, Ion Anesti și N. Popescu.
În stagiunea 1894-1895 se angajează la operetă și Al.C.Broscărescu - prim-tenor, C. Petrescu - bariton, Margareta Dumitrescu - primadonă, Caliopi Seinescu, Leontina Ioanid.

### Desființare și reînființare
Trupa de operetă din Craiova, în pofida succeselor obținute, se desființează din cauza problemelor financiare. În martie 1901 cântă aici trupa italiană a lui M. Laburn, cu operele Faust, Il Trovatore, Aida, Ballo in maschera de Giuseppe Verdi și Il barbiero di Seviglia de Gioachino Rossini. De asemenea, susțin reprezentații opera din Praga, precum și cea din Viena, cu Mila Teheren în fruntea unor prestigioase distribuții.
Trupa craioveană se reface în 1904, tot sub conducerea lui A. Bobescu, și întreprinde un turneu la Odesa, obținând un mare succes, în principal datorită sopranei Margareta Dan și a tenorului Gh. S. Vasiliu. 

### Primul război mondial și perioada interbelică
Numit director al Teatrului Național (1914-1920), și după al Conservatorului "Elefterie Cornetty", cântărețul liric Grigorie Gabrielescu reface trupa de operetă, reconsideră repertoriul, se ocupă de formarea unor tinere talente (Nicolae Rabega, Iosif Silberman, George Steruan, Remus Comăneanu, Zoe Florescu, Lilli Tănăsescu, Marioara Fărcășanu) și călătorește, special în Italia pentru a găsi cântăreți. 
În perioada interbelică, interesul pentru operă și operetă scade.
Teatrul se desființează din nou în 1935.

## Anii 70
În data de 29 iunie 1972 se înființează secția de operetă în cadrul Filarmonicii de Stat "Oltenia", cu prilejul sărbătoririi a unui sfert de veac de existență. Primul spectacol e Sânge vienez de Johann Strauss (fiul), urmând, pe data de 27 martie 1973, premiera la "Lăsați-mă să cânt" de Gherase Dendrino, sub conducerea muzicală a lui Teodor Costin,  soliști: Filimon Siminic, Eugenia Moraru, Valentina Mănescu, corul condus de Alexandru Racu. 
Stagiunea  1973-1974 s-a deschis cu premiera operetei "Bal la Savoy" de  Paul Abraham, sub bagheta tânărului dirijor Marian Didu. Urmează Răpirea din Serai de W.A.Mozart (10 aprilie 1974), pusă în scenă de regizorul german Hermann Wedekind, corul dirijat de Teodor Costin.
Începând cu anul 1974, se poate vorbi despre o activitate structurată pe trei domenii, înscriindu-se pentru prima dată în repertoriu un spectacol muzical pentru copii, "Cocoșelul neascultător", poveste de Ion Luchian pe muzica compozitorului craiovean Constantin Ungureanu.
La  1 iunie 1979 se înființează Teatrul Liric prin decizia 264 a Comitetului Executiv al Consiliului Popular al județului Dolj.

## DinAnii 90până în prezent
Datorită mutării accentului pe genul operei în repertoriul liricului craiovean, începută de Modest Cichirdan și preluată de Emil Maxim, care încearcă să impună și spectacolul de balet de-sine-stătător, acesta din urmă face demersurile necesare și, pe 23 septembrie 1996, prin Hotărârea nr. 36, Consiliul Județean Dolj, cu avizul comisiei de specialitate, aprobă schimbarea denumirii Teatrului Liric Craiova în cea de Teatrul de Operă și Operetă Craiova.
Pe 9 octombrie 2002, Consiliul Local al Municipiului Craiova, sub a cărui tutelă ființează acest teatru, a emis Hotărârea nr. 208, prin care a fost acceptată schimbarea denumirii Teatrului de Operă și Operetă Craiova în cea de Teatrul Liric „Elena Teodorini“.
În anul 2013, conducerea instituției a cerut schimbarea titulaturii din Teatrul Liric „Elena Teodorini“ în cea de OPERA ROMÂNĂ CRAIOVA, această intervenție fiind justificată prin însăși ponderea pe care spectacolele de operă o au în actualul repertoriu, iar Consiliul Local al Municipiului Craiova și-a dat acordul, prin Hotărârea nr. 763 din 28 noiembrie 2013.